# 国鉄タキ18700形貨車
国鉄タキ18700形貨車（こくてつタキ18700がたかしゃ）は、かつて日本国有鉄道（国鉄）及び1987年（昭和62年）4月の国鉄分割民営化後は日本貨物鉄道（JR貨物）に在籍している私有貨車（タンク車）である。

## 概要
本形式は、酢酸及び無水酢酸専用の35t 積タンク車として1970年（昭和45年）6月24日から1976年（昭和51年）11月2日にかけて3ロット5両（コタキ18700 - コタキ18704）が、日本車輌製造、富士重工業の2社で製作された。
記号番号表記は特殊標記符号「コ」（全長 12 m 以下）を前置し「コタキ」と標記する。
本形式の他に酢酸を専用種別とする形式には、タ3100形（26両）、タム2400形（7両）、タサ5200形（5両）、タキ3700形（76両）の4形式が存在した。
落成時の所有者は、協和醱酵工業（現、協和発酵キリン）、内外輸送、日本石油輸送の3社であった。
1970年（昭和45年）10月13日に、協和発酵工業所有車2両（コタキ18700 - コタキ18701）は内外輸送へ名義変更された。
1979年（昭和54年）11月20日から1983年（昭和58年）12月21日にかけて、内外輸送所有車3両（コタキ18700 - コタキ18702）はダイセル化学工業へ名義変更された。
35系に属するステンレス鋼製のタンク体に、厚さ100mmのウレタン又はグラスウールの断熱材を巻き、薄鋼板製又はステンレス鋼板製のキセ（外板）、加熱管が設置された。
荷役方式はマンホール又は液入れ管からの上入れ、空気管と液出管を用いた空気圧による上出し方式である。
1979年（昭和54年）10月より化成品分類番号「燃侵38」（燃焼性の物質、侵食性の物質、引火性液体、腐食性のあるもの）が標記された。
全長は11,800mm、全幅は2,720mm、全高は3,845mm、台車中心間距離は7,620mm、実容積は34.3m3、自重は17.9t、換算両数は積車5.5、空車1.8である。
1987年（昭和62年）4月の国鉄分割民営化時には全車がJR貨物に継承され、2010年（平成22年）4月1日現在3両が在籍している。

### 年度別製造数
各年度による製造会社と両数、所有者は次のとおりである。（所有者は落成時の社名）
- 昭和45年度 - 2両
  - 日本車輌製造 2両 協和発酵工業（コタキ18700 - コタキ18701）
- 昭和51年度 - 3両
  - 富士重工業 1両 内外輸送（コタキ18702）
  - 富士重工業 2両 日本石油輸送（コタキ18703 - コタキ18704）